# Kap Spencer
Das Kap Spencer ist eine vereiste Landspitze an der ostantarktischen Georg-V.-Küste. Sie markiert auf der Ostseite das seewärtige Ende einer Senke, die vom Ninnis-Gletscher eingenommen wird. 
Entdeckt wurde sie bei der Australasiatischen Antarktisexpedition (1911–1914) unter der Leitung des australischen Polarforschers Douglas Mawson. Dieser benannte sie nach dem australischen Anthropologen und Ethnologen Walter Baldwin Spencer (1860–1929).